# East London Line
East London Line era una línea del metro de Londres que aparecía en color naranja en los mapas de la red. Tiene un recorrido norte-sur atravesando el East End y el Docklands. Su apertura se produjo en 1869 como la East London Railway. Una parte del tramo circula bajo el río Támesis a través del túnel del Támesis, que es la parte más antigua de la línea. Originalmente la línea fue operada por 6 compañías ferroviarias (más tarde reducidas a 2). Se convirtió en parte del Metro de Londres en 1933 y pasó a titularidad pública en 1948.
La línea sufrió una serie de obras para extender su longitud. Debido a ello, se interrumpió su funcionamiento para finales de 2007 hasta 2010. Entonces, recuperó su antigua situación como East London Railway y pasó a formar parte de la nueva London Overground, uniéndose con la North London Line. Aunque el servicio de esta nueva línea corre por cuenta de Transport for London, tiene una serie de características distintivas del Metro. Es la segunda línea en separarse del Metro de Londres (la primera fue la Northern City Line). El objetivo ha sido convertir la actual East London Line, una pequeña línea de poca importancia, en una arteria de transporte que forma todo un anillo alrededor de la ciudad, uniendo las diferentes zonas de la periferia.

## Historia

### Creación de la East London Railway
La East London Railway fue creada por la East London Railway Company, un consorcio de seis empresas: Great Eastern Railway (GER), London, Brighton and South Coast Railway (LB&SCR), London, Chatha, and Dover Railway (LC&DR), South Eastern Railway (SER), Metropolitan Railway (MetR) y Metropolitan District Railway (MDR). Estas dos últimas compañías ya operaban en lo que ahora son las líneas Metropolitan, Circle, District y Hammersmith & City del Metro de Londres.
Para construir la línea, el consorcio decidió reutilizar el túnel del Támesis, construido en 1843 por Marc Brunel e Isambard Kingdom Brunel. Originalmente, el túnel se diseñó para el tránsito de carruajes a caballo, por lo que se hizo suficientemente ancho para contar con dos vías separadas por arcos. Sin embargo, sólo fue utilizado como paso para peatones. El túnel partía de Wapping, en la orilla norte, y llegaba hasta Rotherhithe en la orilla sur. Aunque el túnel marcó un hito en el mundo de la ingeniería civil, no se puede decir lo mismo a nivel comercial. Para la década de 1860 el túnel era un lugar poco recomendable y muy mal visto.
A pesar de su mala fama, el túnel era la conexión terrestre entre las orillas norte y sur más oriental de la ciudad. Sus dos extremos estaban cerca de los muelles y no demasiado lejos de las principales líneas de ferrocarril. Así, la conversión del túnel para soportar tráfico ferroviario era una manera de contar con una conexión ferroviaria entre ambas orillas del río sin tener que construir un nuevo túnel. El 25 de septiembre de 1865, la East London Railway Company compró el túnel del Támesis por 800.000 libras esterlinas. Durante los siguientes cuatro años, la compañía se encargó de tender las vías a través del túnel para lograr la conexión con las líneas ferroviarias ya existentes al sur del río.
El desarrollo de la línea se realizó en varias fases, conforme había dinero disponible:
- 7 de diciembre de 1869: construcción del trayecto inicial entre New Cross Gate (entonces llamada New Cross), y Wapping. Este tramo fue operado por la LB&SCR.
- 13 de marzo de 1871: se abrió un ramal desde el sur de la actual Surrey Quays hasta la estación de tren Old Kent Road, perteneciente a la South London. El servicio de este tramo se abandonó en 1911 y las vías se eliminaron.
- 19 de abril de 1876: apertura del tramo entre Wapping y Shoreditch. El túnel se construyó con muros pantalla aprovechando parte de un antiguo muelle. En Shoreditch se realizaba una conexión con el Great Eastern Railway para permitir a la LB&SCR acceder a la estación de ferrocarril de Liverpool Street.
- 1 de abril de 1880: apertura de un ramal hasta la estación de ferrocarril de New Cross, de la SER.
- 3 de marzo de 1884: apertura de un enlace hacia la Metropolitan Railway al sur de Whitechapel. Gracias a esto, los trenes de la MetR y de la MDR podían alcanzar la orilla sur del río. Este tramo sigue existiendo actualmente, aunque no se utiliza para servicios de pasajeros. Sí sirve para intercambiar trenes entre la línea East London y otros puntos de la red de Metro.
- 3 de octubre de 1884: apertura de las estaciones de pasajeros de Shadwell, Wapping, Rotherhithe, Deptford Road (actualmente Surrey Quays), New Cross Gate (originalmente New Cross) y New Cross.
- 31 de marzo de 1913: apertura de estaciones de pasajeros en Whitechapel (construida bajo la estación ya existente de la Metropolitan & District Railway) y Shoreditch.

### Primeros usos
La East London Railway Company sólo era poseedora de la infraestructura, y nunca llegó a operar sobre la línea, arrendando el servicio a otras compañías bajo su control. Las compañías que operaron originalmente fueron la GER, la LB&SCR y la SER, utilizado locomotoras a vapor. La línea era utilizada por trenes tanto de pasajeros como de mercancías; en abril de 1880 la LB&SCR operaba un servicio entre Liverpool Street y Croydon mientras que la SER iniciaba un el servicio entre Addiscombe y Liverpool Steet. Los trenes de pasajeros recorrían la línea sin paradas, ya que no había estaciones intermedias. Esta situación quedó remediada cuando se abrieron varias estaciones intermedias desde octubre de 1884 (y otras dos más en 1913).
Cuando las líneas de la Metropolitan y la District fueron electrificadas entre 1905 y 1906, cesaron los servicios de pasajeros a través de la ELR. La electrificación de la línea se completó el 31 de marzo de 1913; las vías y otros elementos fueron instaladas por las compañías encargadas de operar, mientras que los trenes fueron suministrados por la MetR. Una vez que se aprobó la fusión de las compañías ferroviarias en 1921, el servicio de mercancías pasó a ser operado por la LOndon and North Eastern Railway, mientras que la MetR continuó encargada de los servicios de pasajeros.
Los trenes de pasajeros salían de cualquiera de las dos estaciones término del sur (New Cross y New Cross Gate) hacia Shoreditch y South Kensington a través de Edgware Road y High Street Kensington. La MetR también ofreció servicio hacia Liverpool Street pero lo abandonó en 1906. En 1914 el servicio hacia South Kensington fue desviado permanentemente hacia Hammersmith.

### La época del Metro de Londres

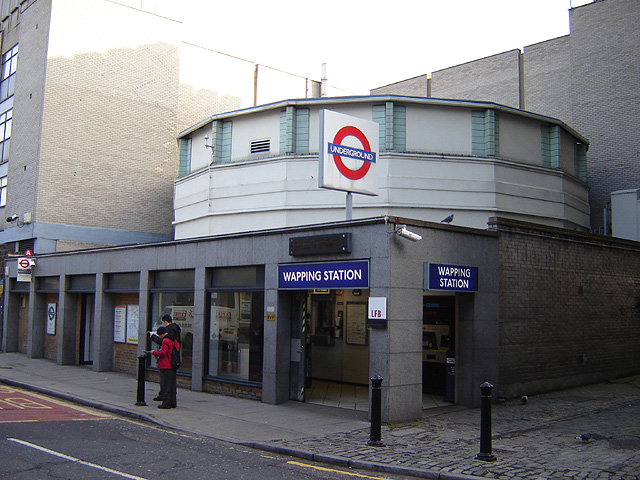
Estación de Wapping en la línea East London, construida sobre la entrada norte original del túnel del Támesis. La actual estación data de principios de la década de 1980.

En 1933 la East London Railway pasó a control de la London Passenger Transport Board. Aunque la infraestructura seguía en manos privadas, los servicios de pasajeros pasaron a ser operados como el "Ramal East London" de la línea Metropolitan. En 1948 la infraestructura también pasó a manos públicas, formando parte de la recientemente creada British Transport Commission, junto con el Metro y las principales líneas ferroviarias. Los servicios de mercancías de la British Rail continuaron utilizando la línea hasta 1962; algunos servicios de pasajeros de la misma BR, partiendo desde Liverpool Street, utilizaron la línea hasta 1966. Ese mismo año se suspendió el servicio hacia Liverpool Street; poco después, el tramo de vía entre esta estación y Shoreditch fue desmantelado. Además, el servicio hasta Shoreditch se vio reducido; se consideró que la estación de Whitechapel era de facto la estación término en el extremo norte. Finalmente, el servicio hacia Shoreditch se limitó a las horas punta en días laborales, en la mayoría de los domingos (desde Brick Lane Market) y algunos sábados. La estación de Shoreditch fue cerrada en 2006.
Los servicios hacia la zona oeste de la ciudad fueron suspendidos paulatinamente durante los primeros años del Metro. El servicio hacia Hammersmith se vio reducido a sólo las horas punta en 1936 y suspendido por completo en 1941, dejando el ramal East London como un apéndice aislado en la periferia de la red. La única conexión con la red de Metro se realizaba a través de un intercambio de línea en Whitechapel; además, en las dos estaciones de New Cross se podían realizar intercambios con la British Rail. Este aislamiento se vio mitigado en las décadas de 1980 y 1990 gracias a dos nuevas conexiones: Shadwell se convirtió en una estación de intercambio con la Docklands Light Railway en 1987, y se incluyó la estación de Canada Water para realizar un intercambio con la línea Jubilee.
La identidad propia de la línea ha cambiado bastante durante los años que lleva formando parte del Metro. En los mapas preparados entre 1933 y 1968 la línea aparecía del mismo color que la línea Metropolitan. En 1970 se renombró a "Metropolitan Line - East London Section" (línea Metropolitan - sección East London), y en los mapas se dibujó como una línea discontinua, utilizando el color violeta de la Metropolitan y el color blanco. Desde la década de 1980 la línea apareció de forma independiente, a pesar de ser todavía operada junto con la Metropolitan. Desde 1990 el color con que aparece la línea en los mapas pasó a ser el naranja que actualmente se utiliza.
El mantenimiento de la línea pasó a manos privadas, como el resto de la red, desde el año 2003; en concreto, esta línea es mantenida por el consorcio Metronet. Los servicios de trenes siguen en manos públicas, las de Transport for London.
De acuerdo con las estadísticas de Transport for London, la línea East London era usada cada año por poco más de 10 millones de pasajeros. Esta cantidad es bastante inferior a la de cualquier otra línea de la red, a excepción de la Waterloo & City; el uso medio de cada estación es de unos 862.000 pasajeros al año, el menor de toda la red.

## Características físicas de la red

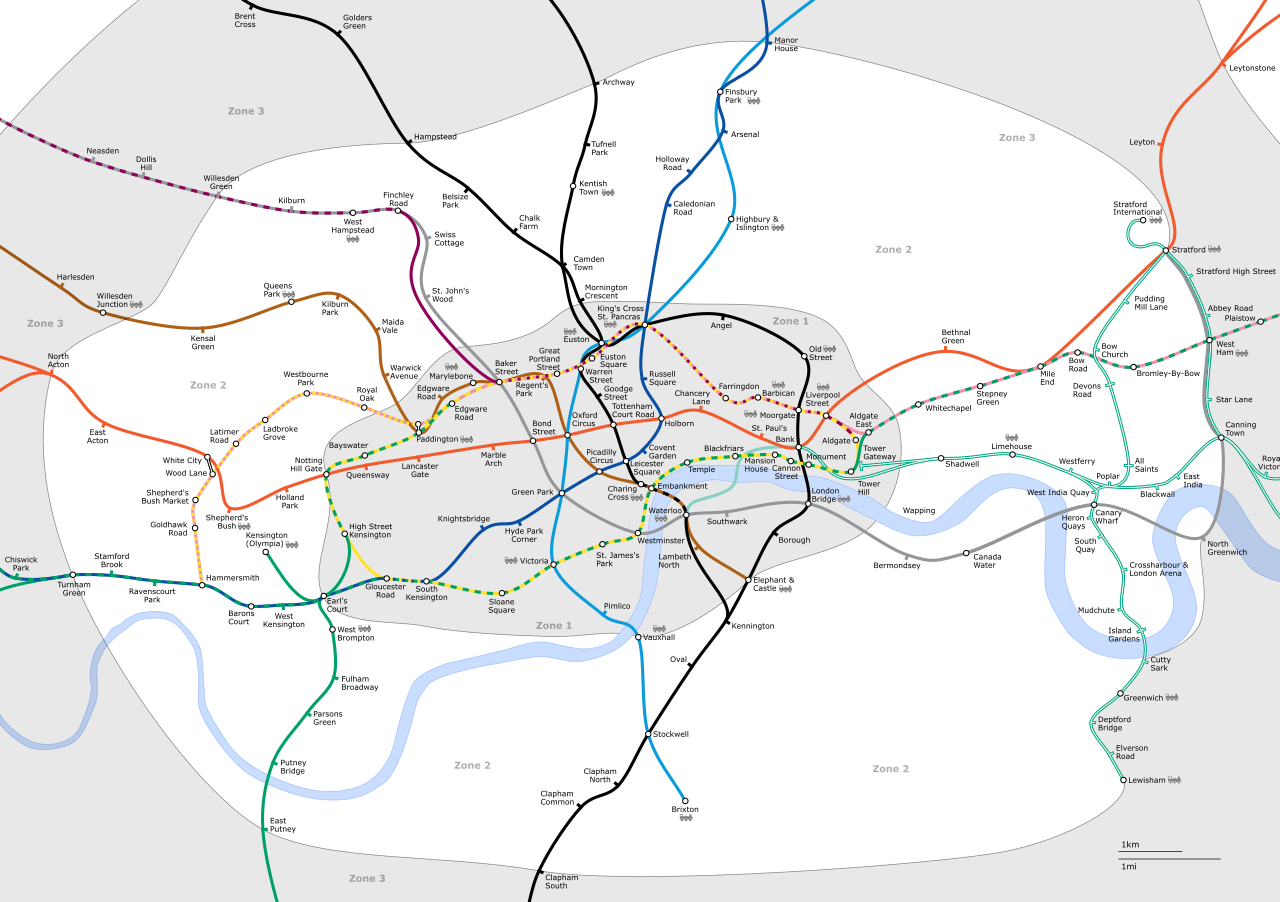
Mapa geográfico de las zonas 1 y 2 del Metro, mostrando la línea East London en la parte derecha.

La línea East London es la única de la red que no entra en la zona 1 de la Travelcard. Es la segunda línea más corta, después de la Waterloo & City, con una duración del viaje entre los extremos de sólo 14 minutos. La longitud total es de 9 kilómetros (5 millas), con 9 estaciones, 8 de las cuales permanecen abiertas actualmente. La línea consta de un túnel entre Shoreditch y Surrey Quays; el resto de la línea está construida en superficie o con túneles pequeños. La mayoría de la línea se construyó utilizando la técnica del muro pantalla típica de las líneas poco profundas de la red. El punto más profundo de la línea es la estación de Wapping, construida en la entrada original del túnel del Támesis, a 18.29 metros (60 pies) de la superficie.
La línea coincide con los principales servicios de la Southeastern en la estación de New Cross, y con los servicios de la Southern en New Cross Gate. Los intercambios con la red de Metro se producen en Canada Water (línea Jubilee) y Whitechapel (línea District). Existe otro intercambio con la Docklands Light Railway pero no en la misma estación; las estaciones de Shadwell de ambas líneas están separadas unos 50 metros (150 pies). Aunque hay que salir a la calle para realizar el intercambio, no es necesario comprar un nuevo billete.
Existe un enlace al sur de Whitechapel hacia las líneas Metropolitan y District, a través de la llamada curva de Santa María (St. Mary's Curve). Aunque desde 1941 no se utiliza para servicios de pasajeros, actualmente tiene como uso el intercambio de trenes con el garaje principal de la línea Metropolitan. Esta curva puede verse fácilmente al viajar por la líena en sentido norte, acercándose a la estación de Whitechapel.
La mayoría de la línea cuenta con doble vía, aunque la estación de Shoreditch y las secciones finales que llegan hasta las dos estaciones término del sur cuentan con vía única, debido a la falta de espacio para poder tender la doble vía. Esto implica que los trenes que se dirigen a las estaciones término del sur tengan que alternar entre ellas.

## Vehículos

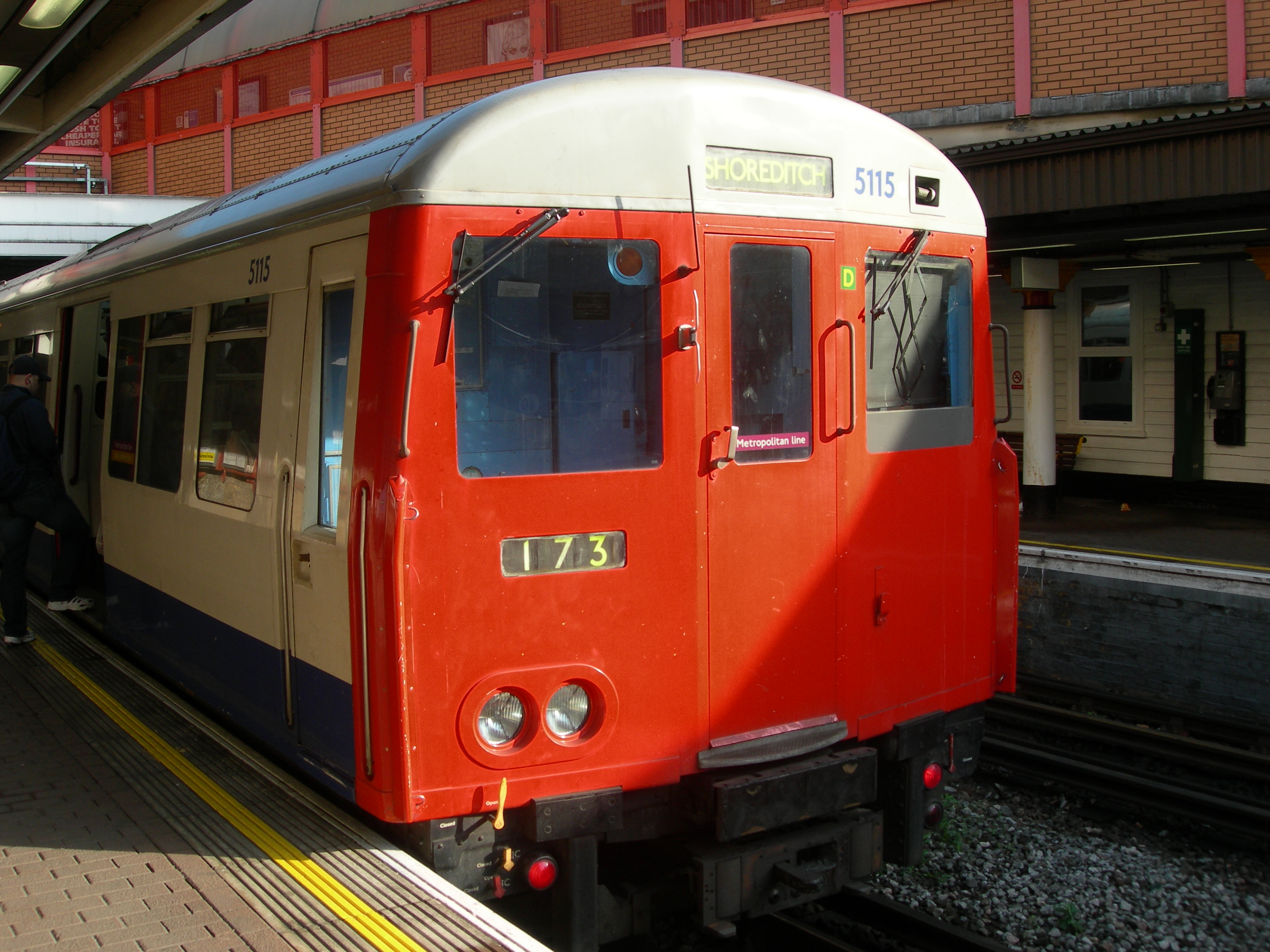
Un tren de la serie A, parado en Surrey Quays.

La línea East London usa los vehículos A60 y A62, utilizados en la línea Metropolitan, construidos entre 1960 y 1962. Fueron actualizados en 1994 con la mejora de la suspensión, iluminación, calefacción y ventilación. Los trenes se intercambian con regularidad con los utilizados en la línea Metropolitan, por lo que los trenes de ambas líneas disponen de los mapas correspondientes a las dos líneas.
La línea es operada únicamente con cinco trenes, cada uno de ellos compuestos de cuatro coches. Forman parte de los trenes más pequeños de la red, debido a que los andenes son bastante cortos. El que haya tan pocos trenes hace que esta línea sea especialmente sensible a los problemas de vandalismo o de fallo en los vehículos; si falla un único vehículo, estaríamos hablando de una reducción de un 20% de la capacidad total de la línea. En contraste, para lograr una reducción similar en la capacidad de la línea Metropolitan sería necesario perder nueve trenes. 
El mantenimiento básico de los trenes se realiza en un pequeño garaje situado cerca de New Cross. Cuando los trabajos a realizar son más importantes, los trenes se envían al garaje que se encuentra en Neasden, en la línea Metropolitan.

### Nuevos vehículos
Dentro de los planes de mejora y ampliación de la línea East London, en breve entrará en servicio una nueva flota de trenes que reemplazará a la serie A utilizada actualmente. La fecha prevista es en 2010, cuando los trenes de la serie A tengan ya unos 50 años de antigüedad. El 31 de agosto de 2006 se anunció que Bombardier había sido seleccionada para preparar 20 trenes de cuatro coches, basados en el modelo Electrostar, similares a los trenes de la Clase 376 utilizados por la British Rail en el sureste del país . En el contrato se ha incluido una serie de vehículos para la North London Line.

## Estaciones
En orden norte-sur.

Mapa geográfico de la línea East London. No aparece el tramo entre Whitechapel y Shoreditch, recientemente cerrado.

- Shoreditch - abierta el 31 de marzo de 1913. Cerrada definitivamente el 9 de junio de 2006.
- Whitechapel - andenes para la East London abiertos el 31 de marzo de 1913. Intercambio con la línea District.
- Shadwell - abierta el 1 de octubre de 1884. Intercambio con la Docklands Light Railway.
- Wapping - abierta el 1 de octubre de 1884.
- Rotherhithe - abierta el 1 de octubre de 1884.
- Canada Water  - abierta el 17 de septiembre de 1999. Intercambio con la línea Jubilee.
- Surrey Quays - abierta como Deptford Road el 1 de octubre de 1884, renombrada como Surrey Docks en 1911. Recientemente renombrada a Surrey Quays tras inaugurar un cercano centro comercial con la misma denominación.

La línea se divide.
- New Cross Gate - abierta como New Cross el 1 de octubre de 1884. Intercambio con los servicios de la Southern.
- New Cross  - abierta el 1 de octubre de 1884. Intercambio con los servicios de la Southeastern.

Actualmente, el servicio a Shoreditch se mantiene a través de autobuses desde Whitechapel únicamente en horas punta.

## Extensiones
Actualmente está en marcha un proyecto para extender la longitud de la línea East London. Este proyecto se realiza en dos fases. En la fase 1 la línea será extendida hacia el norte desde Whitechapel hacia Highbury & Islington, y hacia el sur hasta Crystal Palace y West Croydon. Esta primera fase debería estar completada para el año 2010. En la fase 2 la línea se extenderá hacia el oeste hasta Clapham Junction, pero es poco probable que se apruebe el proyecto antes de 2012, por lo que difícilmente estará operativa la extensión antes de 2015.

### Proposiciones y problemas
Durante muchos años se ha planteado la necesidad de extender la línea East London, para convertirla del pequeño apéndice que es actualmente a una importante arteria de transporte. En la década de 1980 se discutieron varias opciones, como convertir la línea en tren ligero, al igual que la Docklands Light Railway, o restaurar la conexión hacia Liverpool Street. En 1989 se propuso extender la línea hacia el norte hasta Dalston, y hacia el sur hasta Dulwich y Peckham Rye, compartiendo vías y estaciones con la red principal (como ocurre con algunas secciones de las líneas Bakerloo, District y Metropolitan. El coste original ascendía a entre 100 y 120 millones de libras esterlinas, y la extensión proyectada entraría en funcionamiento en 1994.
Durante la década de 1990 se propuso el proyecto en varias ocasiones, pero siempre se frenaba por falta de apoyo gubernamental y por falta de fondos. En noviembre de 1990, Cecil Parkinson, por entonces Secretario de Transporte, rechazó una proposición parlamentaria que podría haber autorizado el proyecto y dos años más tarde los planes fueron pospuestos indefinidamente a causa de recortes en los fondos del Metro. En 1993 se realizó una nueva propuesta. En 1996 el Gobierno aprobó el proyecto, pero en 1997 nuevamente quedó suspendido debido a la falta de financiación.
En 1999 se encontró una solución a la falta de dinero cuando la London Transport anunció que buscaba fondos privados para la realización de los proyectos de extensión. El control del proyecto se entregó a la Strategic Rail Authority, en lugar de al Metro de Londres, pensando en el impacto que podría tener en los principales servicios ferroviarios. Además, se propuso transferir la East London y otras líneas bajo superficie a Railtrack, una compañía privada encargada del mantenimiento de la red ferroviaria. Este hecho habría permitido a la línea quedar integrada en la red de transporte suburbano para trabajadores. Sin embargo, pronto se decidió que esto no resultaba práctico, por lo que la propuesta de la Railtrack se abandonó.

### Inicio del proyecto
Una vez que el Gobierno dio su aprobación al proyecto el 9 de octubre de 2001, gracias al dinero introducido por la iniciativa privada, se estableció el inicio de la extensión hacia el norte en diciembre de 2001. Sin embargo, las obras fueron paralizadas una vez que se supo que los arcos de Braithwaite (edificio del siglo XIX catalogado con el Grado II de protección de edificios históricos), en la antigua estación de mercancías de Bishopsgate, serían demolidos. Aunque se realizaron campañas para evitar esta demolición, el proyecto logró salir adelante tras una decisión de la Corte de Apelación el 7 de julio de 2003. Está previsto que la extensión hacia el norte se abra en 2010 (al menos hasta Dalston, para estar operativa durante los Juegos Olímpicos de 2012 que se celebrarán en Londres; los responsables del proyecto han confirmado la fecha en enero de 2006. Dentro de las obras, la línea será cerrada durante 18 meses a partir del invierno de 2007 o la primavera de 2008 .
Este proyecto de ampliación es el primer caso en el que Metro de Londres utilizará dinero de iniciativa privada; la extensión proyectada para la línea Jubilee también utilizará fondos privados. El coste estimado de la obra es de unos 600 millones de libras esterlinas, aunque se prevé un rendimiento económico de 10000 millones.
Debido a la imposibilidad de extender los andenes en las estaciones de Wapping y Rotherhithe, además de adaptarlas a las actuales normativas de seguridad en las vías, se planteó clausurarlas, pero el 18 de agosto de 2004 Ken Livingstone, alcalde de Londres, anunció que ambas estaciones permanecerán abiertas, al menos hasta que finalice la Fase 1 del proyecto en 2010.
El 5 de septiembre de 2006 se anunció que la línea formaría parte del London Overground, utilizando una versión del actual logo del Metro de Londres donde se sustituye el color rojo del círculo con el color naranja.
Se espera un gran aumento en el uso de la línea una vez que la extensión esté finalizada. Los 10 millones de pasajeros actuales podrían pasar a 35,4 millones cuando la Fase 1 esté acabada, y 50 millones una vez que todo el trabajo esté acabado
El 23 de octubre de 2006, se anunció que un consorcio formado por Balfour Beatty y Carillion había sido seleccionado para construir las extensiones ente West Croydon, Crystal Palace y Dalston Junction por 363 millones de libras.
Aparte de los arcos de Braithwaite, la extensión norte no ha encontrado más problemas, gracias a que en esencia reutiliza un viaducto en desuso que llegaba a la estación de Broad Street. En contraste, la extensión sur ha sufrido multitud de cambios. La proposición inicial, de 1999, ofrecía cuatro posibilidades, todas ellas partiendo al sur de Surrey Quays:
- A través de Dulwich y Tooting hasta Wimbledon.
- A través de Dulwich hasta Croydon, con un ramal desde Sydenham hacia Crystal Palace (opción seleccionada).
- A través de Denmark Hill hasta Clapham Junction.
- A través de Sydenham y Anerley hasta Croydon.

#### Extensión hacia el norte

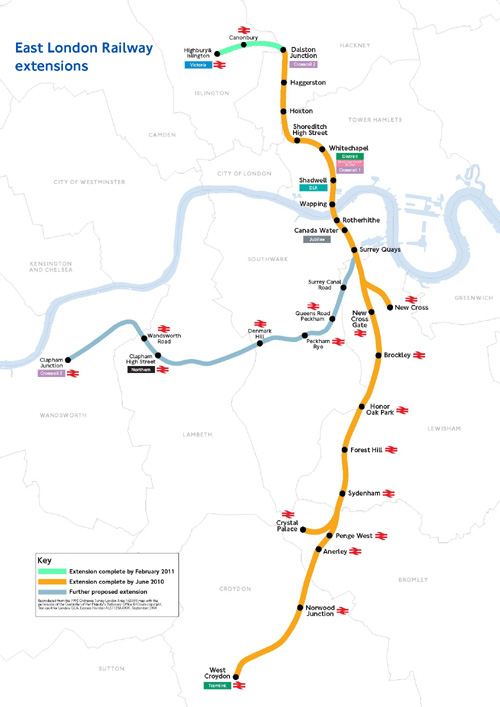
Planes de extensión de la línea East London. La extensión hacia Highbury & Islington forman parte de la Fase 1.

En la Fase 1 del proyecto, la línea se extenderá hacia el norte desde Whitechapel, con nuevas estaciones en Shoreditch High Street, Hoxton, Haggerston y Dalston Junction. A partir de ese punto conecta con la línea North London, pasando por Canonbury y terminando en Highbury & Islington, donde realizará intercambio con las líneas Victoria, North London y Northern City. Esta extensión sólo requiere la construcción de 3,6 kilómetros de nuevas vías, ya que la mayoría del recorrido utiliza plataformas para raíles ya existentes aunque en desuso (principalmente el viaducto de Broad Street).
La estación de Shoreditch se cerró permanentemente en el 9 de junio de 2006, uniéndose a la larga lista de estaciones abandonadas del Metro de Londres. Las nuevas vías parten de la estación de Whitechapel y se separarán del trayecto actual antes de alcanzar Shoreditch, pasarán por el lugar donde antiguamente se encontraba el depósito de mercancías de Bishopsgate, y a continuación tomará dirección norte a través del viaducto de Broad Street. La nueva estación en Shoreditch se situará cerca de Shoreditch HIgh Street. 
Desde un principio se planteó la posibilidad de extender la línea desde Highbory & Islington hacia Finsbury Park al norte, y hacia Willesden Junction al oeste, pasando por las estaciones de Camden Road, Primrose Hill y Queen's Park, siguiendo las vías en superficie de la North London Line. El nombre que se le dio a esta parte de proyecto fue el de Orbirail. Sin embargo, estas ideas no forman parte del proyecto actual. Según la página web del proyecto, se desechó el paso por Finsbury Park debido a la compleja operatividad, mientras que el ramal hacia Willesden Junction se tratará en un futuro como proyecto separado.

#### Extensión hacia el sur
En la Fase 1, la línea contará con un paso elevado que partirá desde el norte de New Cross Gate para alcanzar el ramal London Bridge de la Brighton Main Line, y que permitirá a los trenes llegar a las estaciones de Brockley, Honor Oak Park, Forest Hill, Sydenham, Penge West, Crystal Palace (en un ramal separado), Anerley, Norwood Junction y finalizando el recorrido en West Croydon. Será necesario poco trabajo para llevar a cabo esta obra, a excepción de unas instalaciones en New Cross Gate y el propio paso elevado. La extensión fue aprobada en octubre de 2001.
Se han realizado algunas campañas para solicitar la ampliación de la extensión hasta la estación de Sutton. Esta opción se desechó tras mostrar algunos estudios que el nivel de uso sería tan grande que la línea no podría absorber muchos más pasajeros al norte de West Croydon.

#### Extensión hacia el oeste
En la Fase 2 del proyecto, se construirá un enlace de 2,5 kilómetros desde el sur de Surrey Quays hacia las vías en superficie de la línea South London. Pasará por las estaciones de Queens Road Peckam, Peckam Rye, Denmark Hill, Clapham High Street y Wandsworth Road, finalizando el recorrido en Clapham Junction. La construcción se realizará aprovechando un espacio actualmente en desuso pero que hasta 1911 formó parte de un servicio entre Rotherhithe y Peckam a través de la estación de Old Kent Road, actualmente desaparecida. Dentro del proyecto se incluirá una nueva estación en Surrey Canal Road.
Los planes iniciales hablaban de alargar la línea desde East Dulwich hacia Wimbledon, pero esta parte ha sido bloqueada, probablemente de forma permanente. En julio de 2006 el Gobierno comentó que difícilmente estarían disponibles los 250 millones de libras antes del año 2012.